# Château de Malicorne-sur-Sarthe
Le château de Malicorne est un château construit au XVIIIe siècle sur la commune de Malicorne-sur-Sarthe dans le département de la Sarthe. Il est en partie inscrit au titre des monuments historiques.

## Histoire
L'ancienne forteresse de Malicorne, fondée au XIIe siècle, avait pour rôle de défendre les portes du Maine. En 1368, le château tombe aux mains de Robert Knolles, puis est repris aux Anglais par Ambroise de Loré en 1425. À partir du XVIIe siècle, le château de Malicorne devient la propriété des Beaumanoir-Lavardin qui en font le centre d'une vie sociale brillante. Le château est notamment fréquenté à cette époque par madame de Sévigné. 
L'actuel château est construit à la fin du XVIIIe siècle sur les ruines de l'ancienne bâtisse médiévale.

## Architecture

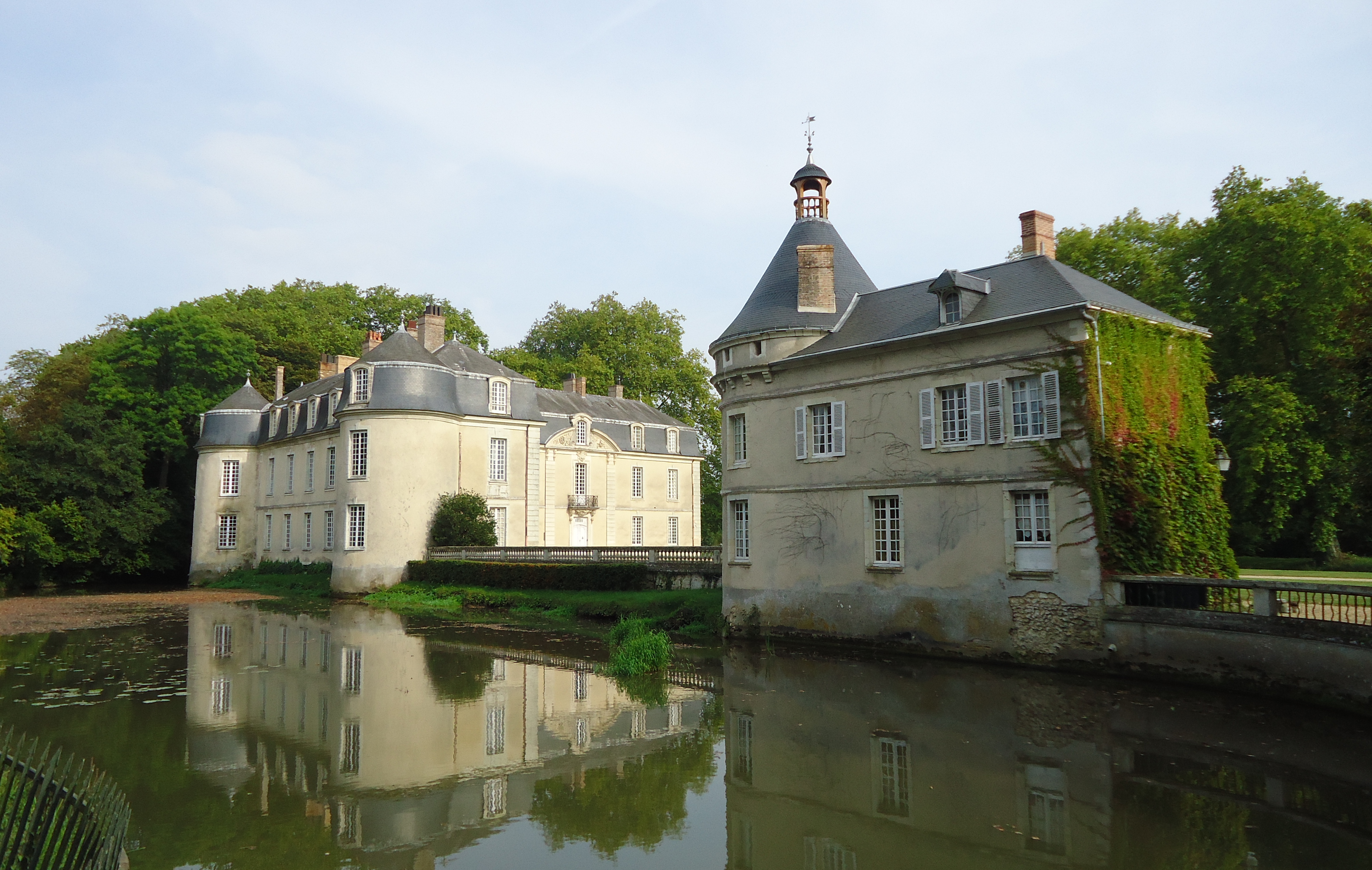
Le château, les douves et le pavillon d'entrée.
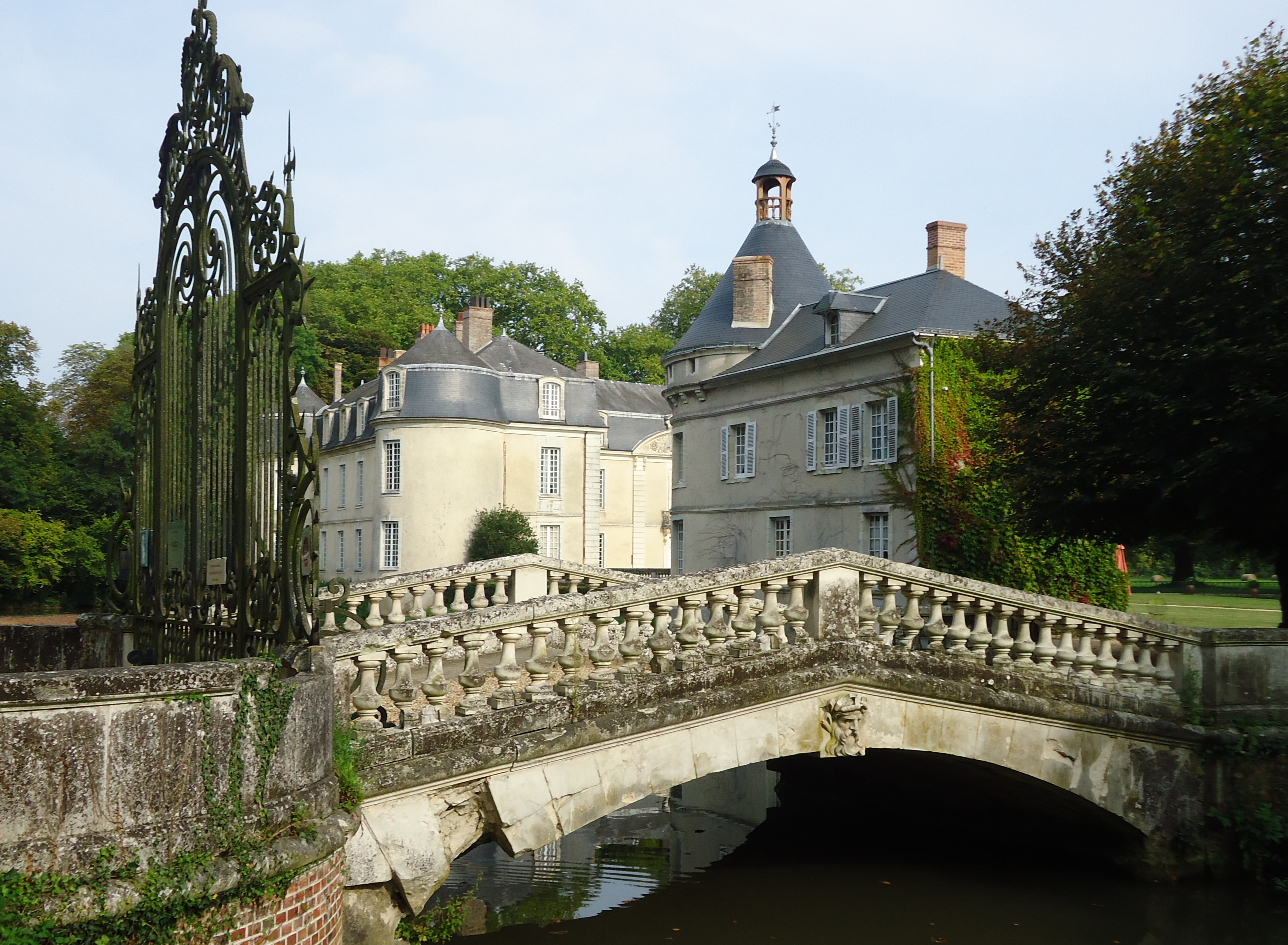
Le portail du parc et le pont d'accès.

## Protections
Les façades et toitures du château et du pavillon d'entrée, l'ensemble des pièces du rez-de-chaussée du château, la grille d'entrée et le parc font l'objet d'une inscription au titre des monuments historiques depuis le 24 avril 1989.